# Neotemnopteryx australis
Neotemnopteryx australis är en kackerlacksart som först beskrevs av Henri Saussure 1863.  Neotemnopteryx australis ingår i släktet Neotemnopteryx och familjen småkackerlackor. Inga underarter finns listade i Catalogue of Life.